# Candi (Ngombol)
Candi is een bestuurslaag in het regentschap Purworejo van de provincie Midden-Java, Indonesië. Candi telt 684 inwoners (volkstelling 2010).